# 剑叶玉凤花
剑叶玉凤花（学名：Habenaria pectinata），为兰科玉凤花属下的一个植物种。